# Ossiclorurazione
Il processo di ossiclorurazione (in inglese oxychlorination) consiste nella produzione di 1,2-dicloroetano (EDC) a partire da etilene, acido cloridrico e ossigeno.
La reazione (altamente esotermica) coinvolta nel processo di ossiclorurazione è la seguente:
CH2=CH2 + 2 HCl + ½ O2 →   ClCH2CH2Cl + H2O
A partire dagli anni cinquanta questo processo ha soppiantato il vecchio processo di produzione del dicloroetano a partire dall'acetilene, grazie ai costi minori dell'etilene rispetto all'acetilene.
Il processo di ossiclorurazione viene in genere inserito all'interno degli impianti di produzione del cloruro di vinile (VCM), in modo da recuperare l'acido cloridrico che viene prodotto durante il processo di thermal cracking. In questo caso si parla di "impianto bilanciato".
Come sottoprodotto si ottiene cloroetano (utilizzato come anestetico).